# Ndravuni Island
Ndravuni Island är en ö i Fiji. Den ligger i den sydöstra delen av landet, 70 km söder om huvudstaden Suva. Arean är 0,80 kvadratkilometer. 